# Un voyageur
Un voyageur est un documentaire franco-suisse réalisé par Marcel Ophüls, sorti en 2013.
Ce film autobiographique de 105 minutes a été présenté au Festival de Cannes à la Quinzaine des réalisateurs en 2013.